# 钒铅矿
钒铅矿（英語：Vanadinite）是一种属于磷灰石族的矿物，化学式为Pb5(VO4)3Cl。在工业上，它是提炼金属钒所用的主要矿物原料，少数也用于铅的提炼。它是一种致密而易碎的矿物，通常以红色六方晶体的形式存在。这种矿物是一般较不常见的，主要是在方铅矿等含铅矿石的矿床上氧化形成的。1801年，钒铅矿在墨西哥被首次发现，此后矿藏陆续在南美洲、欧洲、非洲和北美洲的部分地区被发掘出来。

## 起源
1801年，当时供职于墨西哥矿业学院的西班牙矿物学家安德烈·曼纽尔·德·里奥在墨西哥首次发现了钒铅矿，他把这种矿物称为“棕铅”，并断言它含有一种新的化学元素。起初里奥将这种元素命名为Pancromium，后来又称之为Erythronium。然而仅仅是因为矿石中的一种含铬杂质，使他后来不再相信这种矿石所含的这种元素是一种新的元素。1830年贝采利乌斯的学生瑞典化学家尼尔斯·加布里埃尔·塞弗斯特瑞姆从瑞典塔贝里附近的铁矿石中发现了这种新的元素，并将之命名为钒。之后弗里德里希·维勒指出塞夫斯特瑞姆发现的这个新元素与德·里奥早先发现的Erythronium是同一种元素。1838年德·里奥的“棕铅”也在墨西哥伊达尔戈州的锡马潘被再次发现，在此之前德·里奥采集并拥有的唯一一块“棕铅”矿石标本在托付给德国探险家和科学家亚历山大·冯·洪堡，由其带往法国的途中因船难而丢失，原本将矿石带去法国是计划将其交给法国化学家Collet-Descotils分析矿石元素成分。 由于矿石的含钒量高而将它命名为钒铅矿。它曾经还被称为混硫方铅矿和钒酸铅等其他名字。

## 分布
钒铅矿是一种不常见的矿物，只能从一个已存在的矿物通过化学变化来形成，因此它是一种次生矿物。在干旱气候条件的地区通过原生铅矿石氧化形成这种矿物。自然环境下出现在含铅矿床的氧化带上，钒是从硅酸盐矿物的围岩中溶解出来的。钒铅矿常与砷铅矿、磷氯铅矿、钒铅锌矿、钒铜铅矿、钼铅矿、白铅矿、鉛礬、方解石、重晶石和褐铁矿等氧化铁矿物伴生。
钒铅矿的矿藏遍布世界各地，包括奥地利、西班牙、苏格兰、乌拉尔山脉、南非、纳米比亚、摩洛哥、阿根廷、墨西哥和美国的4个州：亚利桑那州、科罗拉多州、新墨西哥州和南达科他州。
在全世界超过400座矿井中发现过钒铅矿。著名的钒铅矿矿山包括摩洛哥的米德勒特和Touisset、纳米比亚的楚梅布、阿根廷的科尔多瓦和美国新墨西哥州的谢拉县及亚利桑那州的希拉县。
在美国新墨西哥州境内位于格兰特郡的西南部，有一座小镇因钒铅矿的发现和采掘而以钒的英文名命名。
人工环境下也有钒铅矿分布。2009年在美国东北部和中西部地区八座城市的饮用水输送管线中发现并确认了由管道含铅衬里表层腐蚀产生的钒铅矿薄层。薄层中的钒来自于水厂输出的饮用水成品所含的低浓度钒元素（浓度在µg·L-1的水平）。

## 结构
钒铅矿是氯钒酸铅化合物，化学式为Pb5(VO4)3Cl的。按重量计，它含有73.15%的铅、10.79%的钒、13.56%的氧和2.50%的氯元素。每个结构单元包含了一个氯离子和一个由相邻的钒铅矿分子提供的铅离子，这个氯离子处于由六个二价铅离子包围形成的正八面体结构的中心。铅离子和氯离子之间的距离是317pm。两个铅离子之间的最短距离是4.48Å。铅离子构成的八面体与相邻的钒铅矿结构单元共用八面体上相对的两个面，以形成一个连续的链状结构。每个钒原子由四个氧化子包围形成以钒原子为中心的畸变四面体结构，钒原子和氧原子之间的距离是1.72或1.76Å。沿着由八面体结构单元构成的链，每个铅八面体各与三个氧四面体連結。

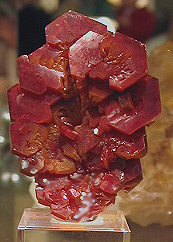
六边形的钒铅矿晶体

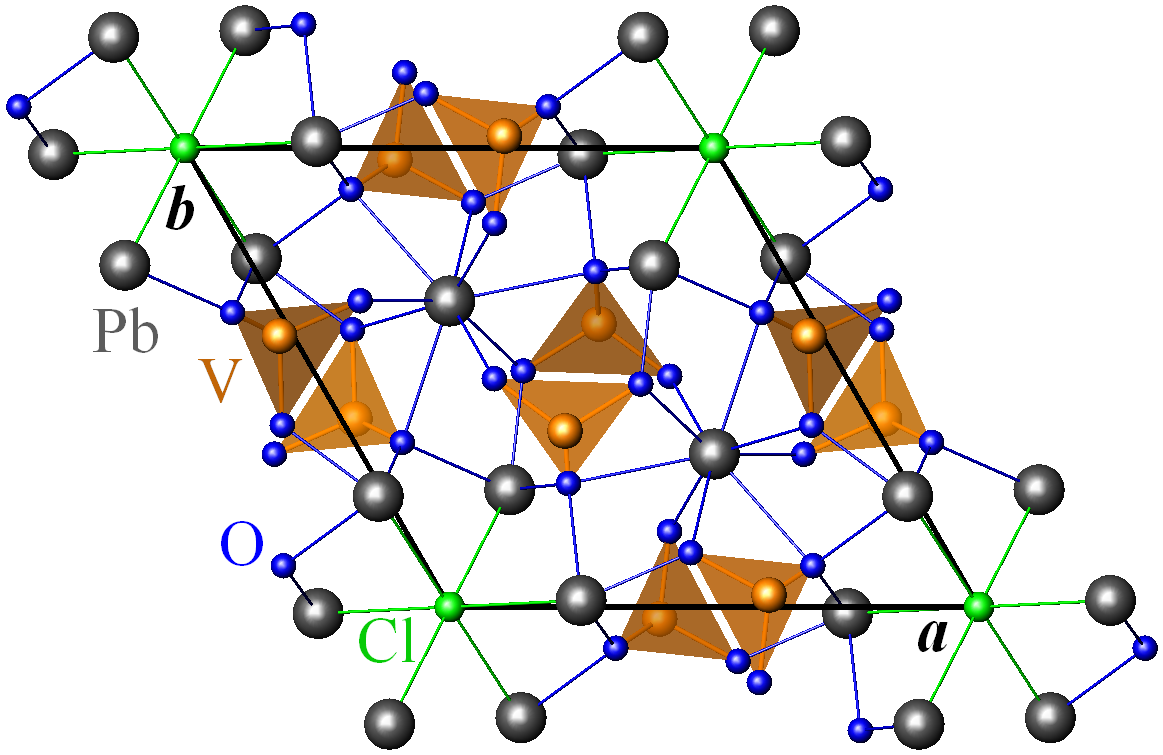
钒铅矿的晶体结构，图示沿c轴方向：灰色的代表铅离子，绿色代表氯离子，蓝色代表氧离子，橙色代表四面体的V0_{4}^{3-}。

钒铅矿的晶体符合六方晶系的对称性。晶体的具体内部结构常通过晶体六边形的外在形态反映出来。晶体通常呈短的六棱柱形态但也发现过六方双锥形状、圆形或簇状的晶体。钒铅矿中每个以六棱柱形式存在的最小晶胞单元都具有相同的对称性和属性。每个钒铅矿的晶胞中a等于10.331Å、c等于7.343 Å（a代表六边形的边长，c代表棱柱的高）。每个钒铅矿晶胞的体积根据体积公式V = a2c sin(60°)计算为678.72 Å3。
通过拉曼光谱研究从美国亚利桑那尤马县、阿帕奇县和摩洛哥Mibladen地区获得的矿物标本显示，钒铅矿晶体中存在着部分离子被性质相似、大小相近的其他离子替换并保持原有结构的同晶置换（isomorphous substitution）现象，通过电子束显微分析发现在大部分晶体中都存在着铅离子被钙离子或铜离子部分置换的现象，通过红外光谱探测到钒铅矿晶体表面部分的钒酸根和氯离子分别能被磷酸根和氢氧根部分取代。

## 特征

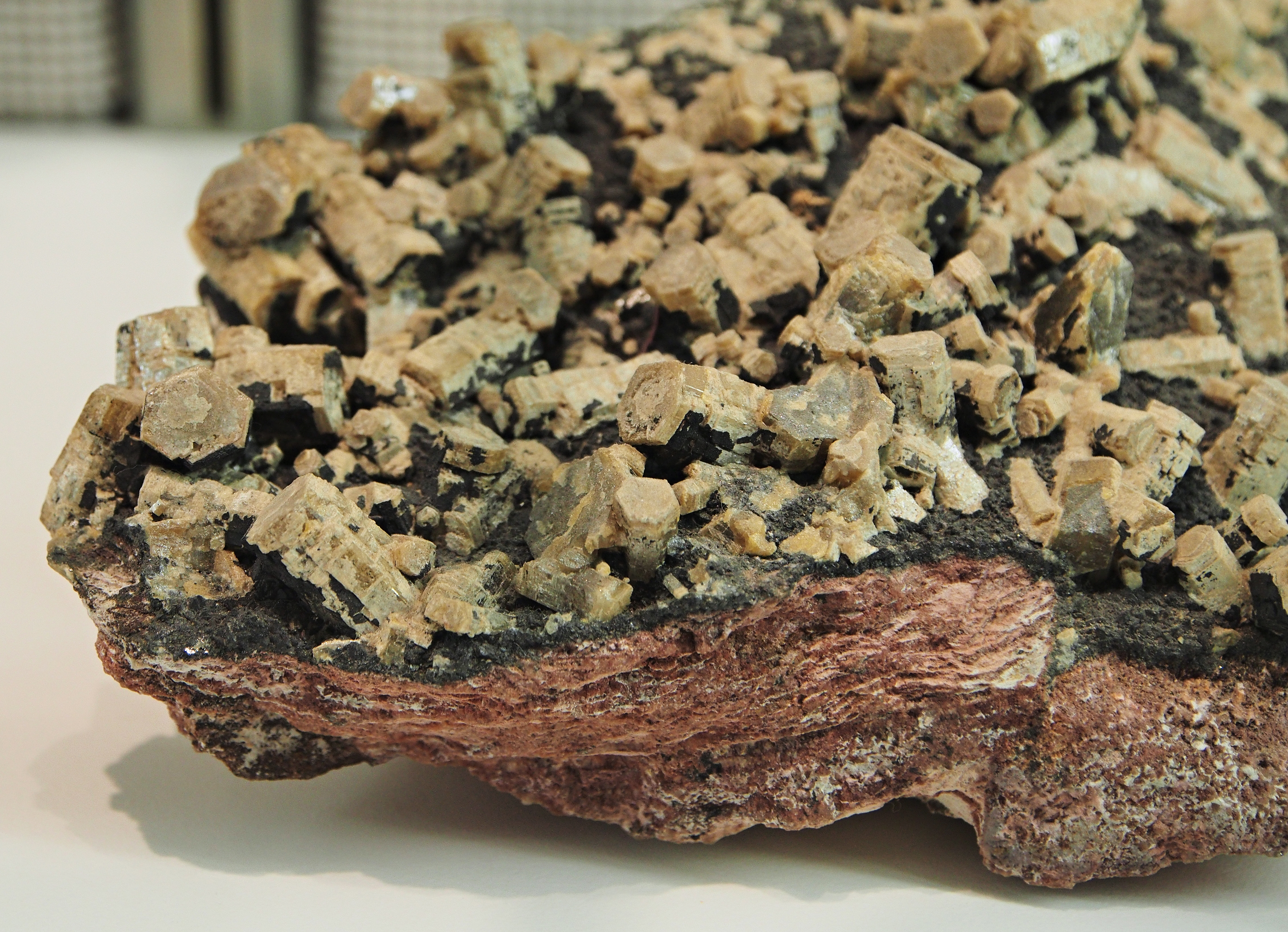
不显示特征的红色钒铅矿。

钒铅矿是磷灰石族矿物，与和它属于同一矿物族的磷氯铅矿（Pb5(PO4)3Cl）和砷铅矿（Pb5(AsO4)3Cl）构成了一个矿物系列，钒铅矿能与这两种矿物形成固溶体。一般而言，大部分矿物系列是由矿物中金属阳离子被其他金属元素取代而形成的，但这个矿物系列是由三种不同的酸根阴离子磷酸根（PO43-）、砷酸根（AsO43-）和钒酸根（VO43-）来改变矿物中的阴离子而形成的。钒铅矿中常见的杂质包括磷、砷和钙，前两者是钒的同构替代物，后者是铅的同构替代物。当杂质砷的含量很高时钒铅矿就变成了砷钒铅矿。
钒铅矿通常是鲜红色或橘红色，偶尔也有棕色、红棕色、灰色、黄色或无色。其独特的颜色使它深受矿物收藏家追捧。它的条痕呈浅黄色或棕黄色。钒铅矿可以是透明、半透明或不透明的。它呈现树脂到金刚光泽。钒铅矿是各向异性的非均质晶体，这表示在钒铅矿晶体的不同轴向上会测出不同的性质。在各向异性轴的垂直方向和平行方向上测得的折射率分别为2.350和2.416，这意味着钒铅矿的双折射率为0.066。
钒铅矿是非常脆的晶体，断裂时会产生小的贝壳状断口。它的摩氏硬度为3-4，与铜制硬币相当。作为半透明的矿石，钒铅矿是相当重的。它的摩尔质量达到1416.27 g/mol，由于存在杂质使得它的比重介于6.6至7.2之间。

## 用途

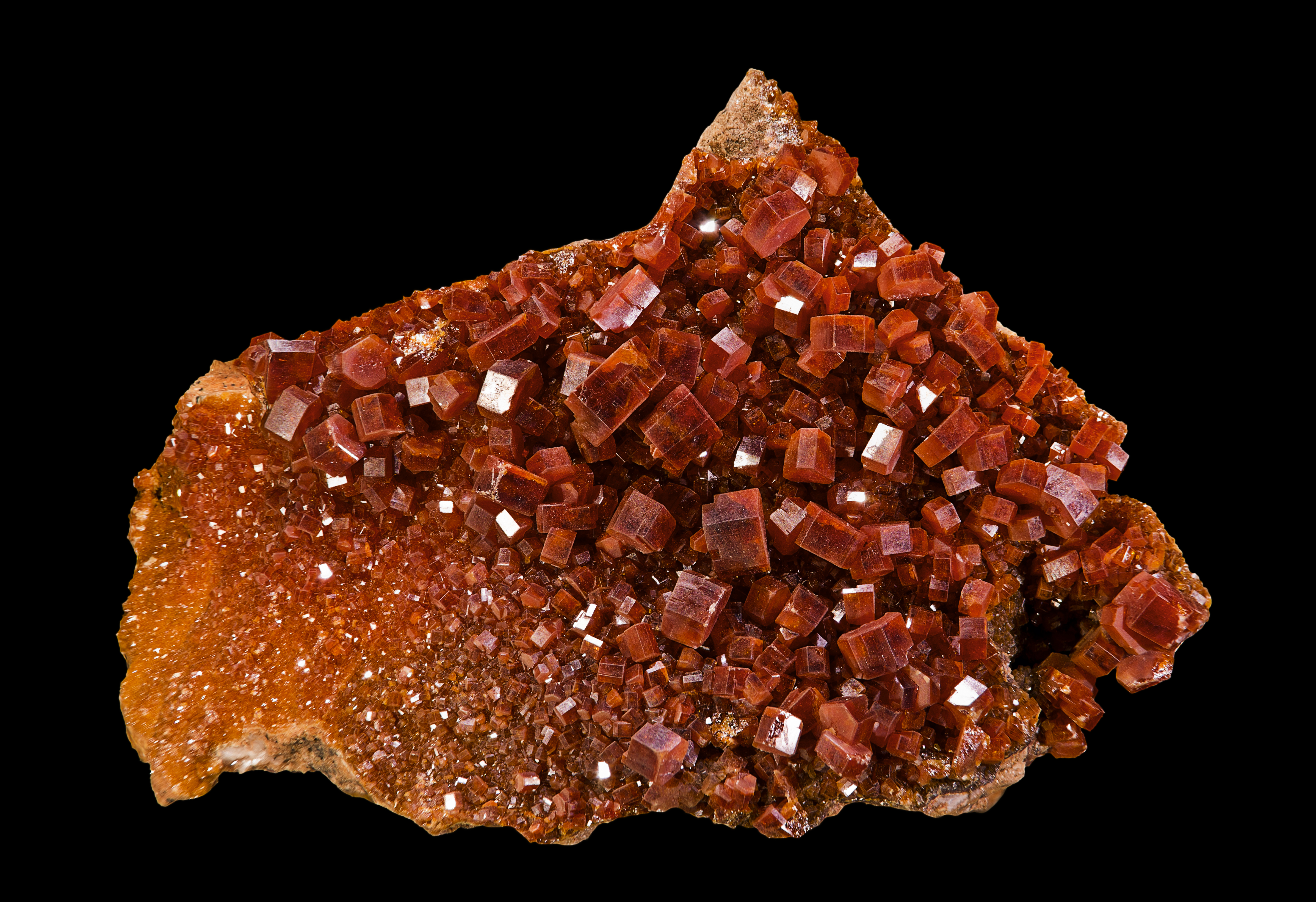
來自摩洛哥米德勒特的钒铅矿

钒铅矿和钒云母、钒钾铀矿等是工业上提炼金属钒的主要矿物原料，通过焙烧和熔炼它们能将钒元素从矿石中提取出来。它偶尔也用于铅的提炼。从钒铅矿提炼金属钒的常见流程是先将矿石与氯化钠或碳酸钠在大约850℃下焙烧生成偏钒酸钠（NaVO3），然后将其溶于水中用盐酸调pH至7.5～8，再加热至70～80℃与氯化铵溶液反应生成橘色的偏钒酸铵沉淀。偏钒酸铵高温加热分解生成五氧化二钒，用金属钙还原五氧化二钒得到钒单质。

## 圖集

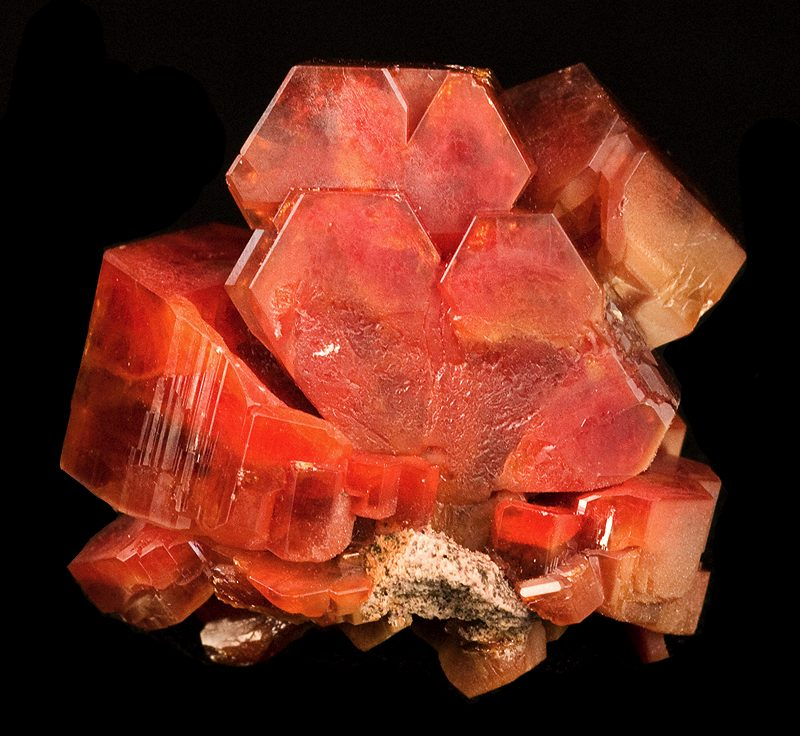
六邊形晶體的釩鉛礦
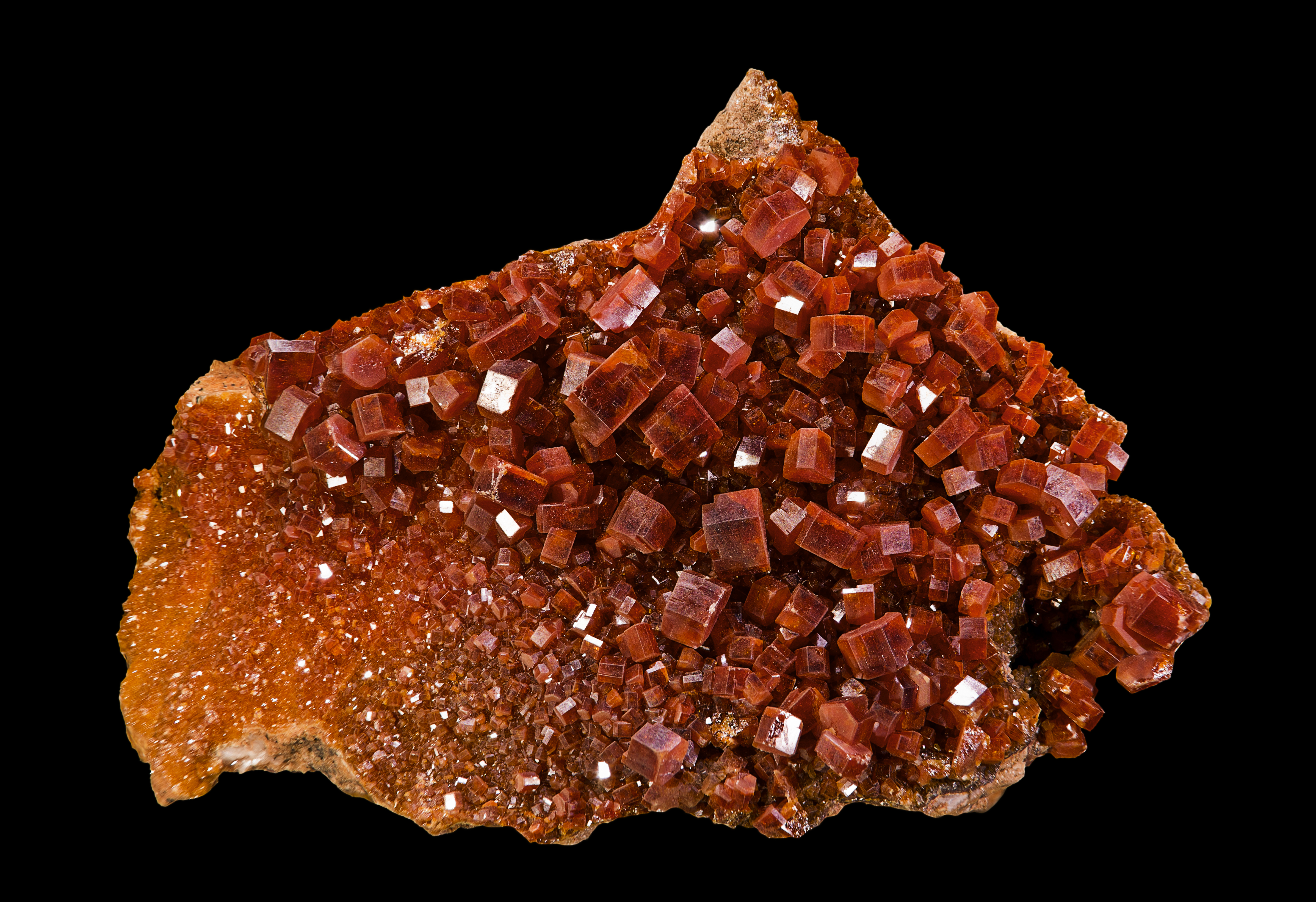
一堆成千上萬的釩鉛礦晶體，呈六邊形
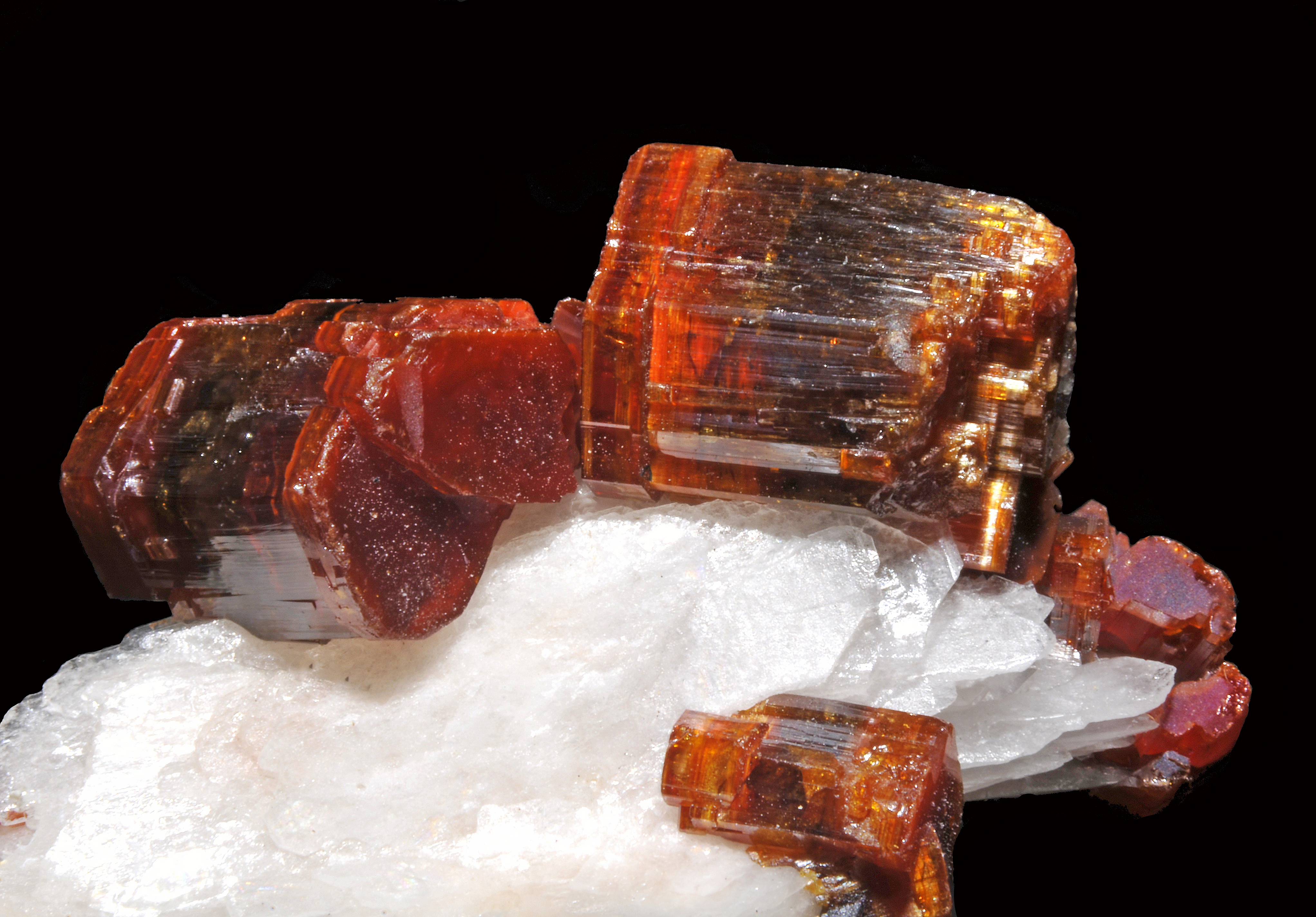
重晶石上的釩鉛礦，來自摩洛哥德拉-塔菲拉勒特大區米德勒特Mibladene
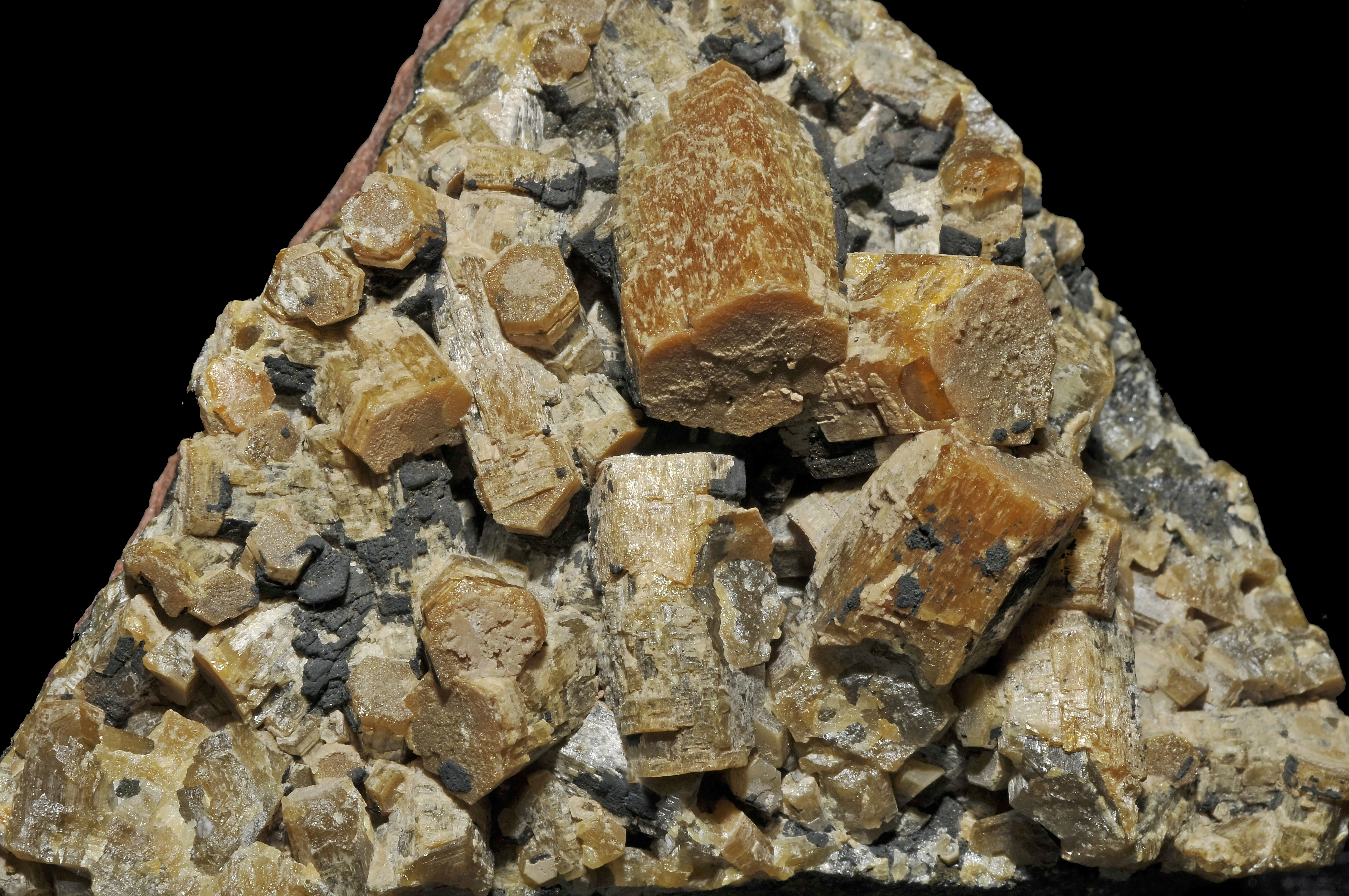
砷釩鉛礦晶體，來自摩洛哥東部大區烏季達-安加得省Touissit
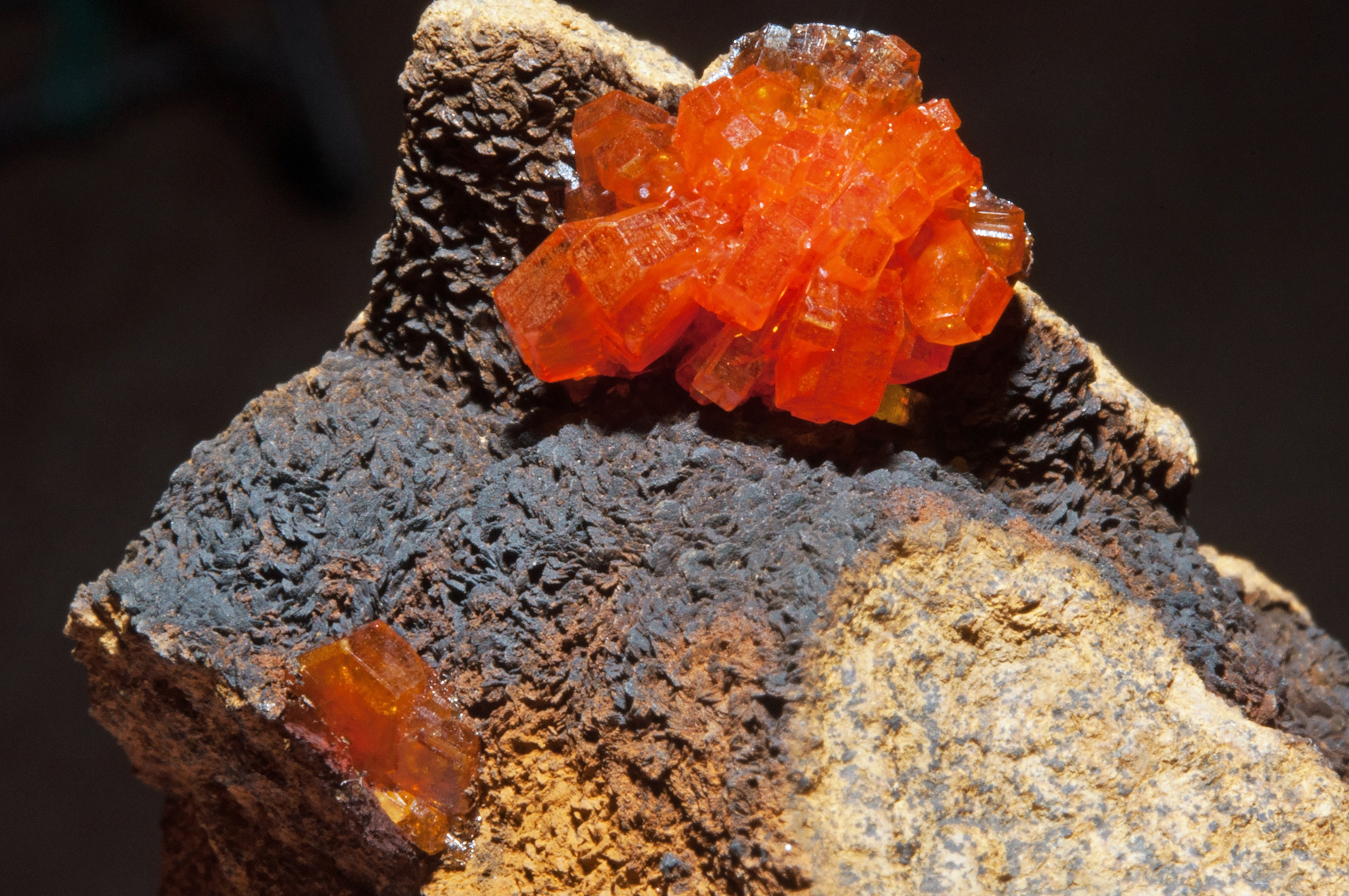
釩鉛礦和菱鐵礦晶體，來自摩洛哥德拉-塔菲拉勒特大區Taouz Er Rachidia省